# 在那一边
《在那一边》（俄语：По ту сторону）是导演费奥多尔·菲利波夫于1958年拍摄的故事片。

## 电影内容
1921年，苏俄国内战争时期，两名共青团员安东·马特维耶夫和维克多·贝扎伊斯被游击总部派往哈巴罗夫斯克边疆区前线传达信息。在赤塔，马特维耶夫碰到了同为团员的丽莎，并爱上了她。而后，马特维耶夫和贝扎伊斯去往哈巴洛夫斯克。路上，贝扎伊斯在战斗中救下了瓦里亚，三人一同前往哈巴罗夫斯克。
在与白军的战斗中，马特维耶夫腿部中弹，由于当时的医疗条件十分有限，最终无奈截肢。丽莎听闻这个消息后，考虑到自己要继续参与革命斗争而无法照顾马特维耶夫，二人最终分手。
身残志坚的马特维耶夫渴望继续参与战斗，但是被组织拒绝，但这并不能使斗志昂扬的马特维耶夫灰心。在复活节的晚上，他偷偷溜出了瓦里亚家，秘密前往街道上张贴海报进行宣传，但不幸被白军巡逻队发现，并在战斗中牺牲。最终，马特维耶夫在瓦里亚的怀中闭上了双眼，瓦里亚伏在了他的身上，眼中泛出了晶莹的泪光。

## 演员表
- Vsevolod Safonov -安东·马特维耶夫
- 尤里·普济列夫-维克多·贝扎伊斯
- 柳德米拉·卡萨特金娜-瓦里亚
- Evgeny Shutov -士兵
- 弗拉基米尔·埃梅利亚诺夫-尼古拉
- 谢尔盖·菲利波夫——梅巴，无政府主义者
- 埃琳娜·穆拉托娃-丽莎
- 格里高利·别洛夫-医生
- 谢尔盖·加里宁-朱卡诺夫
- Vadim Zakharchenko -白卫兵军官
- Alexander Lebedev -无政府主义者（未署名）